# Магнолиевые
Магнолиевые (лат. Magnoliaceae) — семейство цветковых растений из порядка Магнолиецветные (Magnoliales).

## Распространение и экология
В настоящее время магнолиевые являются преимущественно субтропическими растениями. Особенно большое разнообразие видов этого семейства наблюдается в Восточной и Юго-Восточной Азии, а также на юго-востоке Северной Америки, в Центральной Америке и на островах Карибского моря. Наибольшая концентрация видов магнолиевых произрастает на востоке Гималаев, в Юго-Западном Китае и в Индокитае. В Южном полушарии известно лишь несколько видов, встречающихся в Бразилии и на Малайском архипелаге. Среди заходящих далеко на север видов стоит назвать магнолию обратнояйцевидную (Magnolia obovata), которую можно встретить на курильском острове Кунашире и японском острове Хоккайдо.
Сведения по палеогеографии
Магнолиевые принадлежат к древним цветковым растениям; в меловом и третичном периодах они были широко распространены до современной Арктики. 
- Magnolia capellinii Heer и Magnolia regalis Heer — в меловых отложениях Сахалина;
- Magnolia inglefieldii Heer — в нижиетретичных или верхнемеловых отложениях бассейна Оби и в Приуралье;
- Magnolia nordenskioldii Heer? — в нижиетретичных отложениях Сахалина;
- Magnolia dianae Unger и Magnolia primigenia Unger — в олигоценовых отложениях в бассейне Волги и Дона;
- Magnolia paiivlensis Krassn. — в палеоценовых отложениях нижнего Дона;
- Liriodendron procaccinii Unger — в сарматских отложениях Причерноморья;
- Liriodendron tulipiferum L.  — в третичных отложениях в Алтайском крае.

## Ботаническое описание
Вечнозелёные или листопадные деревья, кустарники, реже — лианы.
Листорасположение очерёдное. Листья простые, черешковые, перистонервные, цельнокрайные или лопастные, обычно с крупными опадающими прилистниками, окаймляющими почку. При опадании прилистники оставляют рубец вокруг узла.
Цветки одиночные, двуполые или редко однополые, радиально-симметричные, у большинства видов крупные (например, у магнолии крупнолистной (Magnolia macrophylla) диаметр цветка 32—46 см) и яркие, расположены на верхушке ветки или реже в пазухе листа). У цветка обычно имеется три чашелистика и шесть и более лепестков. Мужская часть цветка состоит из множества спирально расположенных тычинок. Тычинки свободные или со сросшимися нитями, как правило, с крупным микроспорангием и обычно короткой, слабо различимой нитью. Гинецей (женская часть цветка) апокарпный (раздельный), состоит из множества спирально расположенных простых пестиков. Каждый пестик имеет верхнюю завязь с одной камерой и одну или более семяпочек по краям. Все части цветка чётко разделены и отходят от продолговатого цветоложа.
Формула цветка: {\displaystyle \ast K_{3}\;C_{3+3}\;A_{\infty }\;G_{\underline {\infty }}}.
Плод сложный, состоящий из многочисленных, 1—2-семянных или больше, одногнездных плодиков, расположенных на удлинённом или головчатом сухом или сочном цветоложе. Семена с кожистой или костенеющей оболочкой, или с оболочкой, твердеющей изнутри и сочной снаружи; эндосперм мясистый, маслянистый; зародыш маленький, расположенный с края эндосперма. 
| |  |  |  |  |
| Слева направо: Листья (Michelia alba). Цветок (Магнолия Ватсона). Внутренняя часть цветка (Магнолия голая). Зелёный плод (Magnolia sprengeri). Зрелый плод и семена (Magnolia cylindrica). |  |  |  |  |

## Значение и применение
Широко известны как декоративные растения, часто с крупными красивыми листьями и цветками.
Некоторые виды из-за ценной древесины и могучего роста с успехом используются в лесном хозяйстве.
Кора, листья, плоды и другие части растения отдельных видов находят применение в народной медицине, кулинарии и парфюмерии.

## Классификация
По данным сайта GRIN семейство насчитывает три рода в двух подсемействах:
- Подсемейство Magnolioideae
  - Род Magnolia — Магнолия
  - Род Manglietia — Манглиетия
- Подсемейство Liriodendroidae
  - Род Liriodendron — Лириодендрон, или Тюльпанное дерево

Виды родов Алцимандра (Alcimandra), Аромадендрон (Aromadendron), Кмерия (Kmeria), Микелия (Michelia), Пахиларнакс (Pachylarnax), Парамикелия (Paramichelia), Талаума (Talauma), Цунгиодендрон (Tsoongiodendron) и Элмерриллия (Elmerrillia) включены в род Магнолия (Magnolia)
The Plant List насчитывает 6 родов и 250 видов в этом семействе:
- Dugandiodendron — один вид Dugandiodendron argyrotrichum (Lozano)
- Liriodendron — 2 вида
- Magnolia — 242 вида
- Michelia — один вид Michelia alba (DC.)
- Talauma — Talauma argyrotrichum (Lozano) Vázq. Avila
- Yulania — 3 вида:
  - Yulania jigongshanensis (T.B. Chao, D.L. Fu & W.B. Sun) D.L. Fu
  - Yulania multiflora (M.C. Wang & C.L. Min) D.L. Fu
  - Yulania pilocarpa (Z.Z. Zhao & Z.W. Xie) D.L. Fu